# Fotografia monocromatica

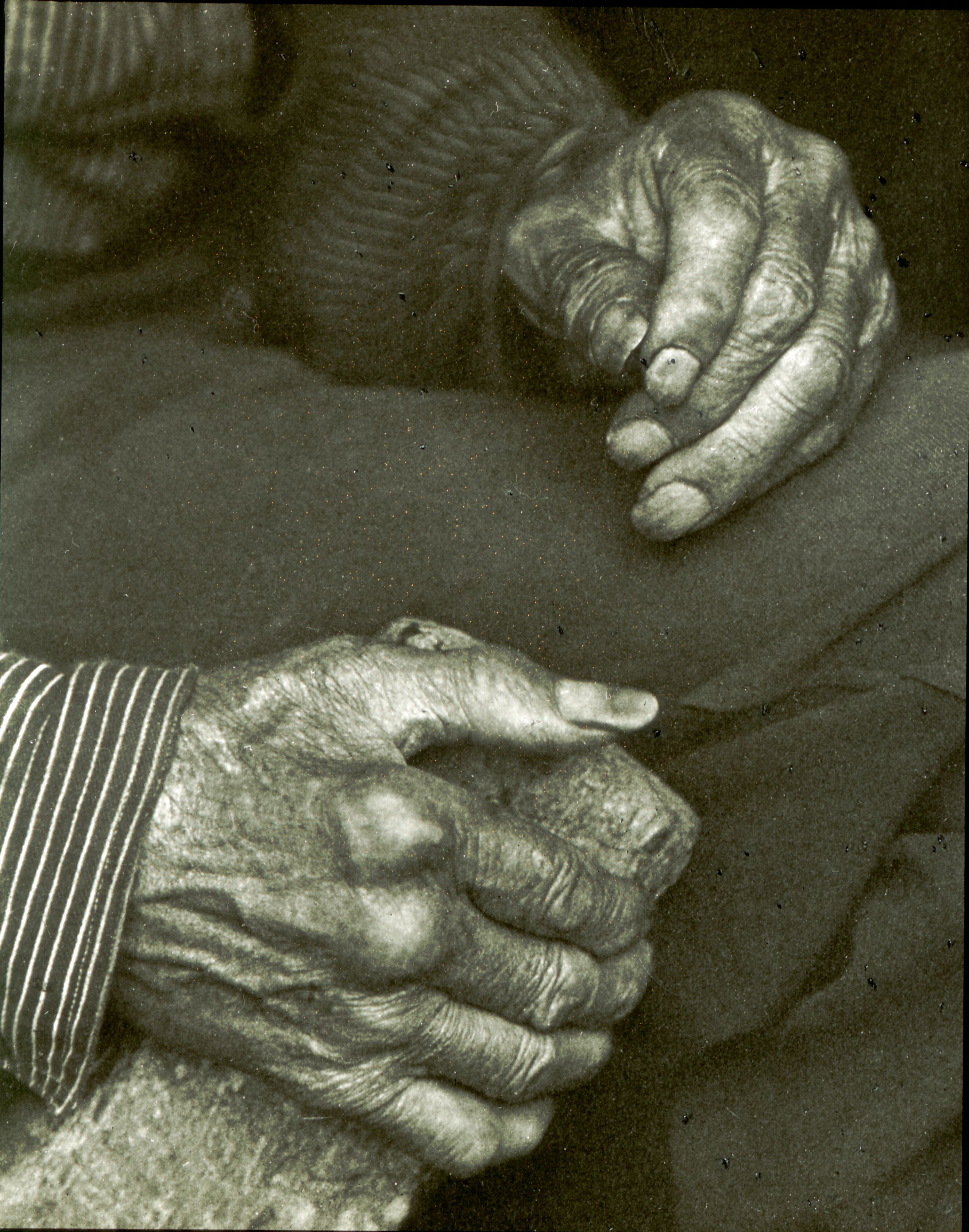
Foto monocromatica di Doris Ulmann, Mani di lavoratore.

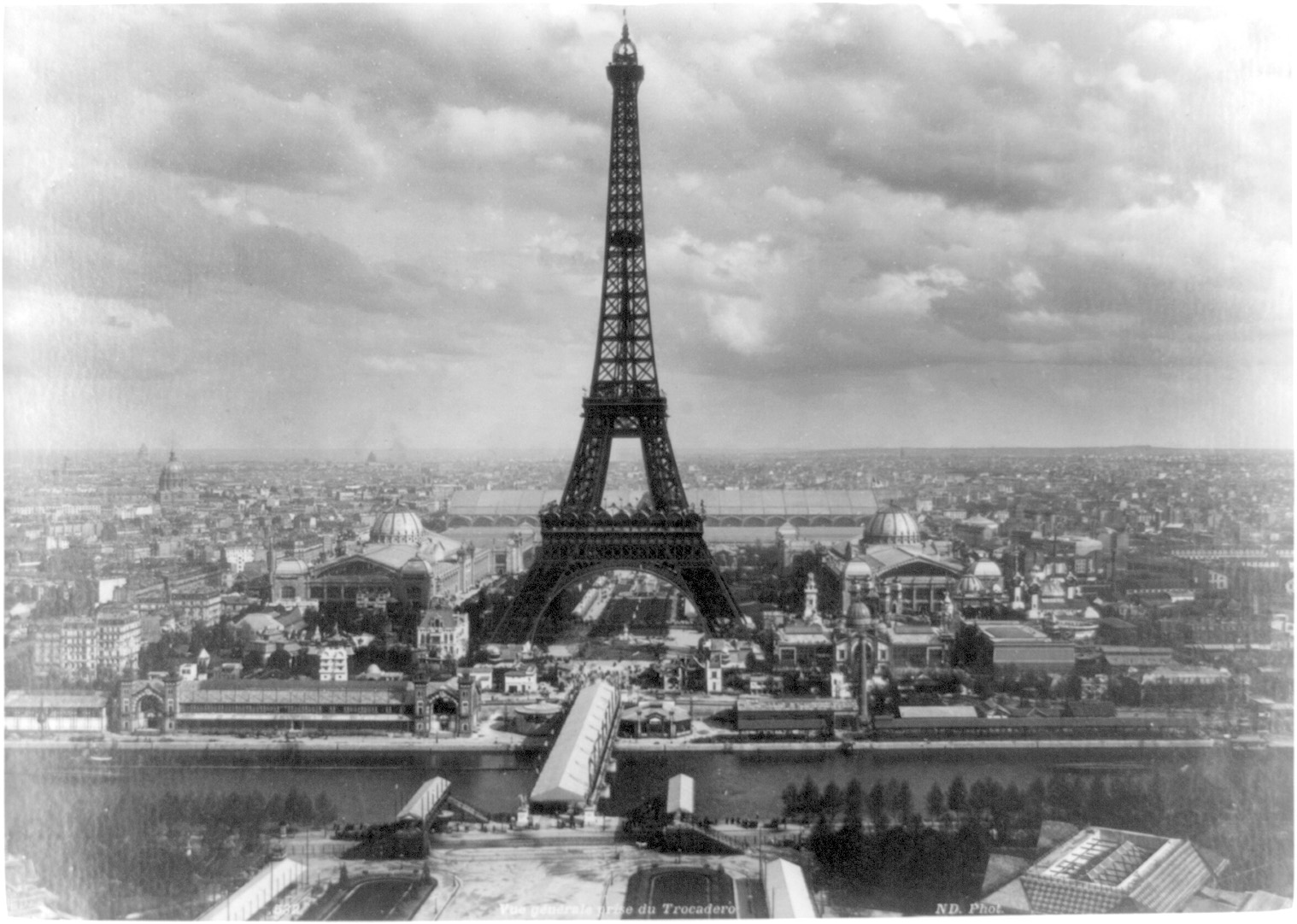
Parigi, Torre Eiffel alla Esposizione Universale, Parigi, 1889.

Fotografia monocromatica è una fotografia dove l'immagine prodotta ha un colore unico, invece di registrare i colori dell'oggetto che è stato fotografato. Esso comprende tutte le forme di fotografia in bianco e nero, che producono immagini che contengono toni di grigio, che vanno dal nero al bianco.
La maggior parte delle pellicole in bianco e nero moderne, chiamate pellicole pancromatiche, registrano l'intero spettro visibile. Alcuni film sono ortocromatici, registrando le lunghezze d'onda della luce visibile che dura meno di 590 nanometri.
La fotografia in bianco e nero è considerata più sottile e interpretativa e meno realistica della fotografia a colori. Le immagini monocromatiche non sono interpretazioni dirette dei loro soggetti, ma sono astrazioni dalla realtà, che rappresentano i colori in tonalità di grigio. In termini informatici, questo è spesso chiamato in scala di grigi.
Immagini monocromatiche possono essere prodotte utilizzando film in bianco e nero o carta, o manipolando immagini a colori utilizzando il software del computer.